# Google I/O
Google I/O (ili jednostavno I/O) godišnja je Googleova konferencija za razvijatelje koja se održava u San Franciscu, Kalifornija. Na toj konferenciji Google predstavlja nove proizvode otvorenog kôda kao što su Android, Google Chrome, Chrome OS, Google Web Toolkit, itd., a održavaju se i razni seminari posvećeni razvoju aplikacija, bilo internetski, mobilnih ili poslovnih. Prva I/O konferencija održavala se od 28. do 29. svibnja 2008. godine. "I/O" skraćeni je naziv za ulazno/izlazne jedinice (eng. Input/Output), kao i skraćenica slogana konferencije koji glasi "Inovacija na otvorenom" (eng.  Innovation in the Open).

## Konferencije
| I/O    | I/O               | I/O                  | I/O | I/O                                                      | I/O |
| Godina | Datum             | Lokacija             | Teme | Hardver                                                  | Ostalo |
| ------ | ----------------- | -------------------- | --- | -------------------------------------------------------- | --- |
| 2008.  | 28. – 29. svibnja | Moscone Center       | Android Google App Engine Bionic Maps API OpenSocial Web Toolkit |                                                          | Predavatelji: - Marissa Mayer - David Glazer - Alex Martelli - Steve Souders - Dion Almaer - Mark Lucovsky - Guido van Rossum - Jeff Dean - Chris DiBone - Josh Bloch - Raffaello D'Andrea - Geoff Stearns |
| 2009.  | 27. – 28. svibnja | Moscone Center       | Google API Android Google App Engine Chrome OpenSocial Apache Wave Web Toolkit | HTC Magic                                                | Predavatelji: - Aaron Boodman - Adam Feldman - Adam Schuck - Alex Moffat - Alon Levi - Andrew Bowers - Andrew Hatton - Anil Sabharwal - Arne Roonman-Kurrik - Ben Collins-Sussman - Jacob Lee - Jeff Fisher - Jeff Ragusa - Jeff Sharkey - Jeffrey Sambells - Jerome Mouton - Jesse Kocher                                                         |
| 2010.  | 19. – 20. svibnja | Moscone Center       | Google API Android Google App Engine Chrome Google Enterprise Geo OpenSocial Društvene mreže TV Apache Wave | HTC Evo 4G Motorola Droid Nexus One                      | Predavatelji: - Aaron Koblin - Adam Graff - Adam Nash - Adam Powell - Adam Schuck - Alan Green - Albert Cheng - Albert Wenger - Alex Russell - Alfred Fuller - Amit Agarwal - Amit Kulkarni - Amit Manjhi - Amit Weinstein - Andres Sandholm - Angus Logan - Arne Roonmann-Kurrik - Bart Locanthi - Ben Appleton - Ben Chang - Ben Collins-Sussman |
| 2011.  | 10. – 11. svibnja | Moscone Center       | Android - Google Play glazba - Google Play filmovi i TV serije - Android Honeycomb 3.1 - Android Ice Cream Sandwich Chrome and Chrome OS - Acerovi i Samsungovi Chromebookovi - Angry Birds za Chrome - Plaćeni sadržaj u aplikacijama iz Chrome Web Storea | Samsung Galaxy Tab 10.1 Series 5 Chromebook Verizon MiFi | |
| 2012.  | 27. – 29. lipnja  | Moscone Center       | Android - 3D slike u Google Earthu - Google Analytics - Google Now - Android Jelly Bean - Plaćanje sadržaja u aplikacijama pomoću Google Walleta - Project Butter Google Chrome - Chrome za Android izašao iz beta faze - iOS aplikacija Google Compute Engine Google dokumenti - Izvanmrežno uređivanje Google Drive - iOS aplikacije - SDK (v2) Google Glass Gmail - 425 milijuna korisnika Google+ - Google Hangouts - API-jevi, SDK Google Maps - Izvanmrežni način rada za Android - Novi API-evi Nexus - 7 - Q YouTube - 720p HD API - Novi API-evi - Ažurirana Android aplikacija | Galaxy Nexus Nexus 7 Nexus Q Chromebox                   | Konferencija je produžena na 3 dana. |
| 2013.  | 15. – 17. svibnja | Moscone Center       | Android - 900 milijuna korisnika - Ažurirano Pretraživanje - Android Studio Google App Engine - PHP podrška Google+ - redizajn Google Hangouts - ažurirana IM platforma Google Maps - redizajn Google Play - Play igre - Play glazba All Access - Play za edukaciju - Samsung Galaxy S4 - ažurirani Google Play servisi TV - ažuriran na Jelly Bean | Chromebook Pixel                                         | Ulaznice su rasprodane u 49 minuta. |
| 2014.  | 25. – 26. lipnja  | Moscone Center       | Android - Android Auto - Android Lollipop - Material Design - Android One - Google prezentacije - Android TV - Android Wear Chromebook - poboljšanja Google Fit Gmail - API | LG G Watch Samsung Gear Live Moto 360 Google Cardboard   | |
| 2015.  | 28. – 29. svibnja | Moscone Center       | Android - Marshmallow - Pay - Wear Chrome Gmail - Inbox aplikacija Maps - izvanmrežni način rada Nanodegree Now - poboljšanja Google Fotografije Play - nove mogućnosti Project Brillo Project Weave | Nexus 9 Poboljšan Google Cardboard                       | Marshmallow sadrži nove mogućnosti kao što su: - kontrola dopuštenja aplikacija - ugrađena podrška za senzore otiska prstiju - "Deep sleep" - USB-C podrška Android Wear: - "Always on" - geste Nanodegree na Udacityju |
| 2016.  | 18. - 20. svibnja | Amfiteatar Shoreline | Allo Android - Daydream - Instant aplikacije - Nougat - Wear 2.0 Google Assistant Duo Firebase Home Google Play - integracija s Chrome OS-om |                                                          | |
| 2017.  | 17. – 19. svibnja | Amfiteatar Shoreline | Android Oreo - Project Treble Flutter Google.ai - Google Lens Android Go | Google Home                                              | |
| 2018.  | 8. – 10. svibnja  | Amfiteatar Shoreline | - beta inačica Androida P - Material Design 2.0 - promjene u Gmailu - Android Wear 3.0 - Google Assistant - AR/VR tehnologije - ažuriran Google Home | Android Things kit Google Home Mini                      | |

## Vanjske poveznice
- Službene stranice  Arhivirana inačica izvorne stranice od 26. kolovoza 2016. (Wayback Machine)